# Leptopelis palmatus
Leptopelis palmatus és una espècie de granota de la família dels hiperòlids que viu a São Tomé i Príncipe.
Està amenaçada d'extinció per la pèrdua del seu hàbitat natural.